# HD208174
HD208174 — хімічно пекулярна зоря спектрального класу A2, що має видиму зоряну величину в смузі V приблизно  6,8.
Вона  розташована на відстані близько 356,1 світлових років від Сонця.